# Loi de Swanson
La loi de Swanson observe que le prix d'une cellule photovoltaïque tend à chuter de 20 % lorsque la capacité de production mondiale de cellules double,. Cette loi tire son nom de Richard Swanson, fondateur de SunPower Corporation, un fabricant de panneaux solaires.
La loi de Swanson a été comparée à celle de Moore.
Le fait que le prix d'une cellule photovoltaïque en silicium cristallin soit passé de 76,67 $/watt en 1977 à un prix projeté en 2013 de 0,74 $/watt tend à accréditer ces observations,.
En 2024, le prix des modules photovoltaïques poursuit sa baisse et s'établit autour de 0,10 $/watt.